# Pedro's Dilemma
Pedro's Dilemma è un cortometraggio muto del 1912 diretto da Mack Sennett che ne è protagonista insieme a Mabel Normand e a Victoria Forde.

## Produzione
Il film fu prodotto dalla Keystone di Mack Sennett.

## Distribuzione
Distribuito dalla Mutual Film, uscì nelle sale il 7 ottobre 1912. Nelle proiezioni, veniva programmato con il sistema dello split reel, accorpato in un'unica bobina con un altro cortometraggio,  The Beating He Needed. In Venezuela, fu distribuito con il titolo El dilema de Pedro.